# François Victor Masséna
Pour les articles homonymes, voir Masséna.
François Victor Masséna, deuxième duc de Rivoli et troisième prince d'Essling est un ornithologue amateur français. Il est né en Antibes le 2 avril 1799 et mort le 16 avril 1863. 

## Biographie
Il est le fils d'André Masséna, maréchal d'Empire.
Il a accumulé une collection de 12 500 specimens d'oiseaux, qu'il a vendue au docteur Thomas Bellerby Wilson en 1846 qui l'a lui-même offerte à l'Académie de Sciences naturelles de Philadelphie.
Avec son neveu Charles de Souancé, il a décrit plusieurs espèces de Psittacidae dont la Conure de Molina et la Conure de Deville.
Le 19 avril 1823, il a épousé Anne Debelle (1802 - 28 janvier 1887), qui lui donna quatre enfants : 
- Françoise Anna Masséna (La Ferté-Saint-Aubin, 8 janvier 1824 - Paris, 24 mai 1902), mariée le 11 mars 1848 avec Gustave, comte Reille (Paris, 1er décembre 1818 - Paris, 22 mars 1895)
- Marie Anne Victoire Masséna (9 juin 1826 - 1913), mariée le 28 avril 1852 avec Jules Ernest Lescuyer d’Attainville (1809 - 1882)
- André Prosper Victor Masséna (22 novembre 1829 - 1898), 4e prince d'Essling, 3e duc de Rivoli
- Victor Masséna (député des Alpes-Maritimes).

## Sources
- Traduction de l'article de langue anglaise de Wikipédia (version du 08/09/07).